# Список умерших в 941 году

## Февраль
- 12 февраля — Вульфхельм, 21-й архиепископ Кентерберийский (926—941).
- 14 февраля — Гурген II Великий, грузинский принц Тао-Кларджети из династии Багратионов; князь верхнего Тао с титулом эриставт-эристави (до 941)[1].

## Апрель
- 21 апреля — Баджкам, аббасидский военачальник и государственный деятель.

## Дата смерти неизвестна или требует уточнения
- Джаяварман IV, правитель Кхмерской Империи (921—941).
- Мухаммад аль-Кулайни, шиитский учёный-хадисовед[2].
- Олаф Гутфритссон, король государства викингов в Дублине (под именем Олаф III; 934—941) и король государства викингов в Йорвике (под именем Олаф I; 939—941)[3].
- Рудаки, персидский поэт, певец, основоположник персидской литературы[4].
- Фудзивара-но Сумитомо, японский политический деятель и полководец[5].